# Rorippa coloradensis
Rorippa coloradensis är en korsblommig växtart som beskrevs av Ronald Lewis Stuckey. Rorippa coloradensis ingår i släktet fränen, och familjen korsblommiga växter. Inga underarter finns listade i Catalogue of Life.